# جائزة أيطاليا الكبرى 1947
جائزة أيطاليا الكبرى 1947 (بالإنجليزية: 1947 Italian Grand Prix)‏ هو سباق فورمولا 1 أقيم بتاريخ 7 سبتمبر 1947 في ميلانو، إيطاليا.